# Paramonohystera micramphis
Paramonohystera micramphis är en rundmaskart som beskrevs av Stekhoven 1950. Paramonohystera micramphis ingår i släktet Paramonohystera och familjen Monhysteridae. Inga underarter finns listade i Catalogue of Life.